# Heinrich Eberbach

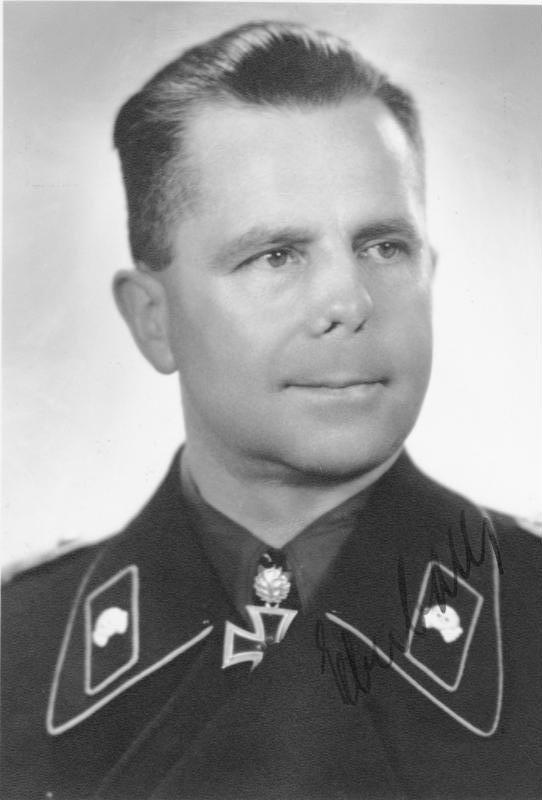
Heinrich Eberbach, 1942

Heinrich Kurt Alfons Willy Eberbach (* 24. November 1895 in Stuttgart; † 13. Juli 1992 in Notzingen) war ein deutscher General der Panzertruppe im Zweiten Weltkrieg.

## Leben

### Erster Weltkrieg
Eberbach trat am 1. Juli 1914 als Fahnenjunker in die 3. Kompanie des 10. Württembergischen Infanterie-Regiments Nr. 180 ein. Am 15. Mai 1915 wurde er als Zugführer in die 8. Kompanie des Füsilier-Regiment „Kaiser Franz Josef von Österreich, König von Ungarn“ (4. Württembergisches) Nr. 122 versetzt und zehn Tage später zum Leutnant befördert. Nachdem er am 25. September 1916 in der Schlacht an der Somme schwer im Gesicht verwundet worden war und seine Nase „verloren“ hatte, geriet er in französische Kriegsgefangenschaft. Er genas in einem Schweizer Krankenhaus und kehrte am 4. September 1917 in die Heimat zurück. Anschließend wurde bis zum 11. Januar 1918 seine Nase rekonstruiert. Danach wurde er dem Ersatz-Bataillon des Infanterie-Regiments Nr. 122 zugewiesen. Am 23. September 1918 kapitulierte sein Regiment vor den Briten. Für sein Wirken während des Krieges wurde Eberbach mit beiden Klassen des Eisernen Kreuzes, dem Ritterkreuz II. Klasse des Friedrichs-Ordens mit Schwertern sowie dem Verwundetenabzeichen in Schwarz ausgezeichnet.

### 1920 bis 1939
Am 1. Januar 1920 trat Eberbach der Polizei bei. Er wurde in Esslingen am Neckar und in Stuttgart eingesetzt. Am 13. Dezember 1919 wurde er zum Polizei-Oberleutnant, später zum Polizei-Hauptmann und am 1. August 1933 zum Polizei-Major befördert. Der Gipfel seiner Polizeilaufbahn war Leiter des Reichs-Landespolizeiamts.
Am 1. Juli 1935 trat Eberbach als Major in die Reichswehr ein. Er wurde am 14. Oktober 1935 zum Kommandeur des Panzerabwehr-Bataillons 12 ernannt. Am 1. August 1936 erfolgte seine Versetzung zum Panzer-Regiment 6 der 3. Panzer-Division. Seine Beförderung zum Oberstleutnant erfolgte am 1. Oktober 1937. Am 10. November 1938 wurde Eberbach zum Kommandeur des Panzer-Regiments 35 in der 4. Panzer-Division ernannt, welche zu diesem Zeitpunkt von Generalleutnant Georg-Hans Reinhardt befehligt wurde.

### Zweiter Weltkrieg

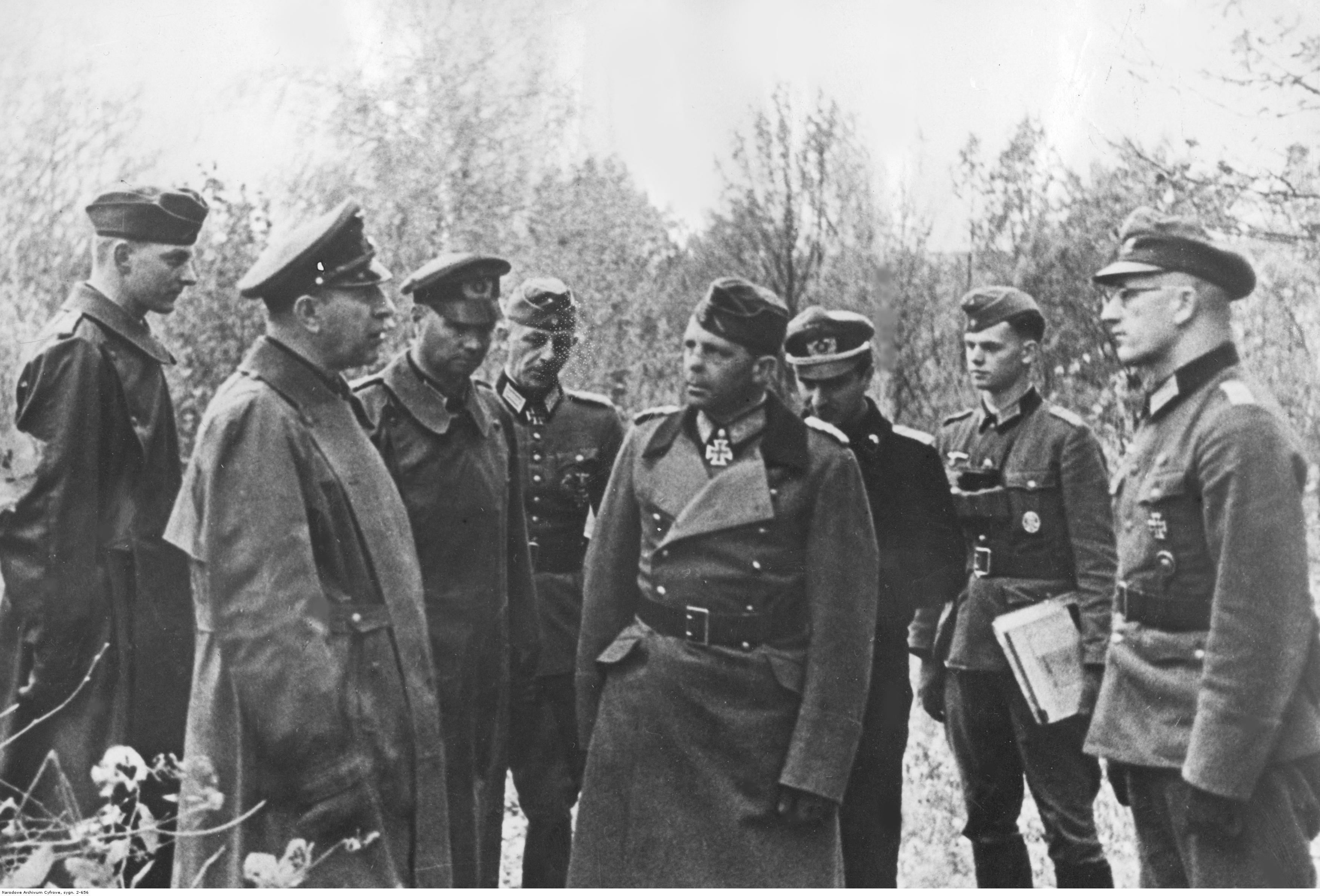
Heinrich Eberbach mit Offizieren, u. a. Rudolf Schmidt (Zweiter von links), an der Ostfront., November 1942.

1939 nahm Eberbach mit seinem Panzer-Regiment 35 zu Beginn des Zweiten Weltkriegs am Überfall auf Polen teil. Unter seinem Kommando beteiligte sich das Regiment an der Erschießung von polnischen Kriegsgefangenen, die Eberbach in einem Brief an seine Frau rechtfertigte. Am 13. Juni 1940 wurde ihm das Ritterkreuz des Eisernen Kreuzes verliehen. Sein Regiment nahm ab dem 22. Juni 1941 am Krieg gegen die Sowjetunion teil, wobei es der Heeresgruppe Mitte zugeordnet war. An der Ostfront wurde Eberbach am 2. Juli 1941 zum Kommandeur der Panzer-Brigade 5 der 4. Panzer-Division ernannt. 
Am 7. August 1941 schrieb er seiner Ehefrau „Wir werden bis zum 15., vielleicht 20. hier liegen bleiben. Was bleibt dann noch an Zeit? Höchstens 6 Wochen. Was kann man in dieser Zeit noch schaffen? Petersburg, Moskau, Odessa, höchstens noch Charkow. Wenn alles gut geht. Und dann ist der Krieg? Nein. Der Bolschewismus wird weiterkämpfen. Der Winter wird ihnen helfen.“
Während der Kämpfe um Smolensk, Kiew und Tula war General von Langermann noch sein Divisionskommandeur, danach ab Dezember 1941 unterstand er von Saucken und erhielt am 31. Dezember 1941 das Eichenlaub zum Ritterkreuz des Eisernen Kreuzes (42. Verleihung). Bereits am 8. Dezember 1941 hatte er die Ehrenblattspange des Heeres erhalten.
Am 1. März 1942 wurde Eberbach zum Generalmajor und am 1. Januar 1943 zum Generalleutnant befördert. Im Frühling des Jahres 1942 übernahm er das Kommando der gesamten 4. Panzer-Division. Am 26. November 1942 wurde er zum Kommandeur des XXXXVIII. Panzerkorps ernannt, doch bereits fünf Tage später verwundet. Am 10. Februar 1943 wurde er zum Kommandeur der Panzertruppen des Ersatzheeres ernannt. Am 18. Februar 1943 wurde er Inspekteur der Panzertruppe beim Generalinspekteur der Panzertruppe. Schließlich wurde er am 1. August 1943 zum General der Panzertruppe befördert.
Im Juni 1944 wurde Eberbach nach Frankreich zur Heeresgruppe B versetzt. Einheiten, die unter seinem Kommando standen, kämpften bei der Landung in der Normandie gegen die britischen Truppen, die an Juno und Sword Beach gelandet waren. Er löste im Juli Leo Geyr von Schweppenburg als Oberbefehlshaber der Panzergruppe West ab, die später in 5. Panzerarmee umbenannt wurde. Im August übernahm er den Befehl über die ad hoc gebildete Panzergruppe Eberbach, die Teil der 7. Armee war und das fehlgeschlagene Unternehmen Lüttich von Mortain in Richtung Avranches ausführte.
Am 12. August 1944 führte die Panzergruppe Eberbach einen Gegenangriff gegen das XV. US-Korps, welches den Sektor des Unternehmens Lüttich im Süden umlaufen und Mayenne besetzt hatte. Danach hatte das XV. Korps auch Alençon und Le Mans besetzt und drohte durch Vorstöße auf Argentan und Gacé mit der Einkesselung der deutschen Kräfte zwischen Mortain und Falaise. Der Gegenangriff, ursprünglich durch Hitler am 11. August in Richtung Le Mans befohlen, wurde am 12. August nach einer Intervention durch Günther von Kluge von Carrouges und Lalacelle aus in Richtung Mortagne-au-Perche geführt. Letztlich konnte der Angriff der Panzergruppe Eberbach die Bildung des Kessels von Falaise ab dem 12. August nicht verhindern.
Zuletzt wurde Eberbach am 22. August 1944 mit der Führung der 7. Armee beauftragt. 

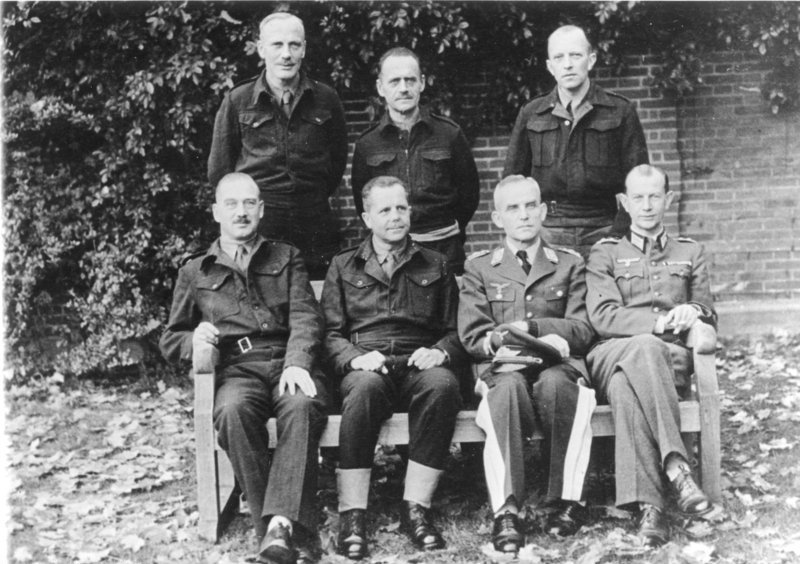
Eberbach (2. von links auf der Bank) mit anderen höheren Offizieren in Gefangenenlager Trent Park, November 1944

### Kriegsgefangenschaft
Am 31. August 1944, während einer Aufklärungsmission bei Amiens in der Nähe der Seine, wurde Eberbach von britischen Truppen gefangen genommen.
Eberbach war bis zum 6. Januar 1948 in Trent Park in britischer Kriegsgefangenschaft.

### Operational History (German) Section

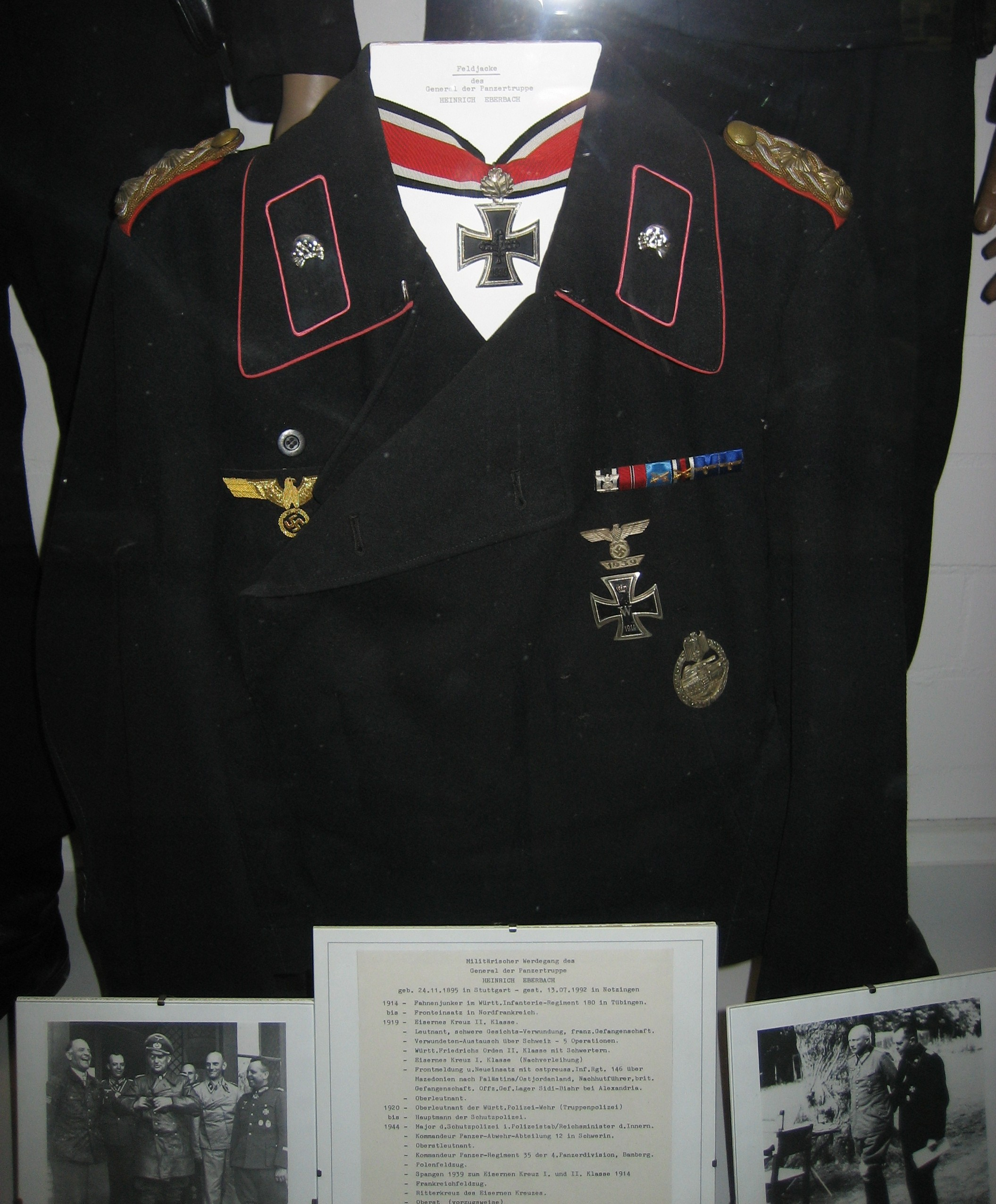
Uniform von Heinrich Eberbach inkl. Orden im Panzermuseum Munster ausgestellt, 2008.

Später arbeitete er für die Operational History (German) Section  der United States Army Center of Military History der United States Army.

## Familie
Eberbach war verheiratet. Sein Sohn Heinz-Eugen Eberbach schlug ebenfalls eine Offizierslaufbahn ein. Dieser war vom 20. September 1944 bis 30. November 1944 ebenfalls in Kriegsgefangenschaft in Trent Park.